# Classe Douro
La classe Douro de destroyers se composait de cinq navires utilisés par la marine portugaise (Marinha Portuguesa) et de deux navires utilisés par la marine nationale colombienne (Armada de la Repúbica de Colombia), tous construits dans les années 1930. Notez qu’au Portugal, cette classe de destroyers est généralement appelée classe Vouga, le terme classe Douro étant généralement utilisé pour désigner la classe précédente de destroyers portugais, également connue sous le nom de classe Guadiana.

## Conception
En 1930, la marine portugaise a élaboré un programme de construction navale sur 10 ans pour remplacer sa flotte vieillissante, avec des achats prévus comprenant deux croiseurs, douze destroyers et un certain nombre de sous-marins et de sloops,. Le concours pour la conception des destroyers a été remporté par Yarrow Shipbuilders, battant les offres de John I. Thornycroft & Company et des chantiers navals italiens. Une commande de quatre navires est passée le 12 juin 1931, deux navires (le Vouga et le Lima) devant être construits par Yarrows au Royaume-Uni et les navires restants (le Tejo et le Douro) devant être construits à Lisbonne avec des machines fournies par Yarrow. Un cinquième navire, le Dão, qui devait être construit à Lisbonne avec des machines fournies par Yarrow, fut commandé le 18 janvier 1933.
La conception de Yarrow était basée sur l’HMS Ambuscade, un prototype de destroyer construit pour la Royal Navy en 1926. Les navires mesuraient 98,45 m de longueur hors tout, avec une largeur de 9,45 m et un tirant d'eau de 3,35 m. Les navires avaient un déplacement de 1239 tonnes à charge normale et 1588 tonnes à pleine charge.
Ils étaient propulsés par deux turbines à vapeur à engrenages Parsons-Curtis, chacune entraînant un arbre d'hélice utilisant de la vapeur fournie par trois chaudières Yarrow qui fonctionnaient à une pression de 400 psi (2 758 kPa ; 28 kgf/cm2). Les turbines, d’une puissance nominale de 33000 chevaux (25000 kW), donnaient une vitesse maximale de 36 nœuds (67 km/h). Les destroyers transportaient un maximum de 351 tonnes de mazout, ce qui leur donnait une autonomie de 5400 milles marins (10000 km) à 15 nœuds (28 km/h),.
L’armement était similaire à celui des destroyers contemporains de la Royal Navy, avec quatre canons Vickers-Armstrong Mk G de 4,7 pouces (120 mm) et trois canons antiaériens Mk VIII de 2 livres (40 mm). Deux affûts quadruples de tubes lance-torpilles de 21 pouces (533 mm) étaient montés, tandis que deux lanceurs de grenades anti-sous-marines et 12 grenades constituaient l’armement anti-sous-marin des navires. Jusqu’à 20 mines pouvaient être transportées. L’équipage du navire était de 147 officiers et marins.
Les deux navires construits par Yarrow ont été mis sur cale en octobre 1931 et mis en service en 1933, tandis que les deux premiers navires construits à Lisbonne, le Tejo et le Douro, mis sur cale en 1932, ont été vendus à la marine colombienne avant d’être achevés, en réponse à l’incident de Leticia entre la Colombie et le Pérou, et à l’achat par le Pérou de deux anciens destroyers russes (les BAP Almirante Guise et BAP Almirante Villar) à l’Estonie. Rebaptisés respectivement ARC Antioquia et ARC Caldas, le Tejo et le Douro ont servi en Colombie sous le nom de classe Antioquia,. Deux autres navires ont été commandés par la marine portugaise pour les remplacer.

## Service

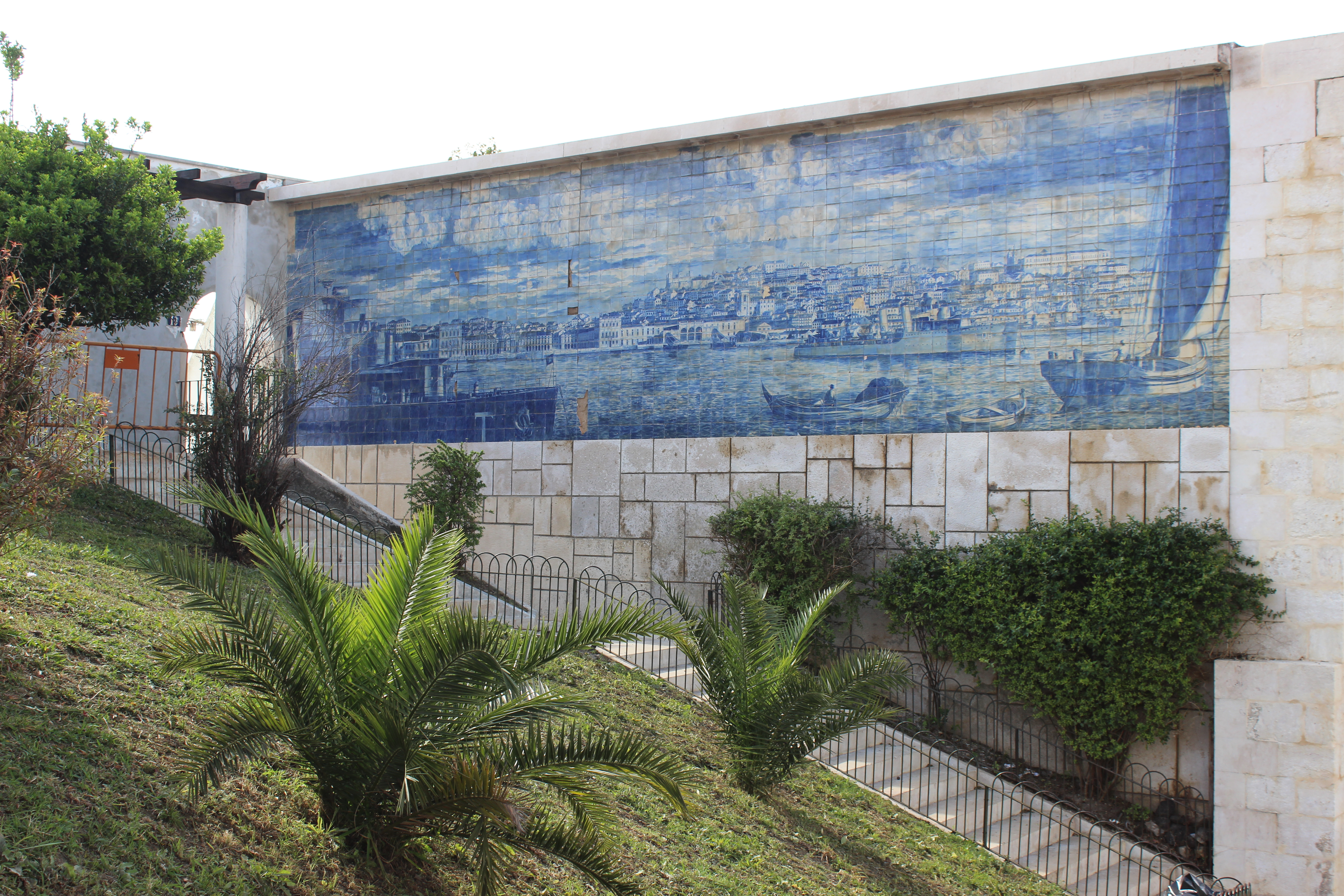
Panneau d’azulejos à Lisbonne montrant trois des navires sur le Tage, le Tejo au premier plan à gauche, le Douro au centre à droite et le Vouga à l’arrière-plan à droite, juste au-dessus du voilier.

Pendant la Seconde Guerre mondiale, les cinq destroyers ont effectué des patrouilles pour défendre la neutralité du Portugal. Leur armement antiaérien fut modifié en 1942-1943, les trois pompom et l’un des affûts de tubes lance-torpilles étant remplacés par six canons de 20 mm,. Ils ont été réaménagés par Yarrow de 1946 à 1949, avec les machines remises à neuf, l’armement antiaérien à nouveau remplacé par trois canons Bofors 40 mm dans des affût motorisés et trois canons de 20 mm, et un sonar et un radar (British Type 285 et Type 291) furent installés. Le Douro a atteint une vitesse de 34,05 nœuds (63,06 km/h) à 28085 chevaux sur l’arbre (20943 kW) lors de ses essais post-carénage,.
Quatre des cinq destroyers ont été réaménagés et modernisés à nouveau en 1957 (le Douro n’a pas été réaménagé et a été désarmé en 1959), deux canons de 4,7 pouces étant retirés, ce qui a permis d’installer un mortier anti-sous-marin Squid et de porter l’armement antiaérien à cinq canons Bofors de 40 mm et trois canons de 20 mm. Le dernier navire de la classe, le Vouga, a été désarmé en 1967.

## Navires de la classe
| Nom        | Constructeur                     | Lancement        | Mise en service | Destin                                        |
| ---------- | -------------------------------- | ---------------- | --------------- | --------------------------------------------- |
| NRP Dão    | Arsenal de la Marine de Lisbonne | 30 juillet 1934  | 5 janvier 1935  | Radié le 29 novembre 1960                     |
| Douro (i)  | Arsenal de la Marine de Lisbonne | 18 novembre 1933 |                 | Vendu à la Colombie en 1934 Renommé Caldas    |
| Douro (ii) | Arsenal de la Marine de Lisbonne | 16 août 1935     | 11 février 1936 | Radié en décembre 1959                        |
| Lima       | Yarrow Shipbuilders              | 29 mai 1933      | 12 octobre 1933 | Démoli le 16 octobre 1965                     |
| Tejo (i)   | Arsenal de la Marine de Lisbonne | 10 mai 1933      |                 | Vendu à la Colombie en 1934 Renommé Antioquia |
| Tejo (ii)  | Arsenal de la Marine de Lisbonne | 4 mai 1935       | 12 octobre 1935 | Radié le 9 février 1965                       |
| Vouga      | Yarrow Shipbuilders              | 25 janvier 1933  | 24 juin 1933    | Démoli le 3 juin 1967                         |